# Efferia halli
Efferia halli är en tvåvingeart som beskrevs av Wilcox 1966. Efferia halli ingår i släktet Efferia och familjen rovflugor.
Artens utbredningsområde är Kalifornien. Inga underarter finns listade i Catalogue of Life.